# 王微 (创业家)
王微（1973年—），福建福州人，创业家、作家。视频分享网站土豆网的创始人及前CEO，现为追光动画创始人。王微于2005年1月创立土豆网。2011年8月份，土豆网在美国纳斯达克上市。2012年8月23日，在优酷并购土豆案正式完成后宣布从土豆网退休。2013年3月，王微向外界公开了自己的下一个项目：追光动画。王微同时还是小说家、编剧。王微拥有欧洲工商管理学院（INSEAD）的MBA学位以及约翰霍普金斯大学的计算机硕士学位。

## 生平

### 早期职业经历
王微大学毕业后的第一份全职工作--服装按扣销售员，虽然他“穿着一件不合身的90美元西装，也不知道克里斯汀·迪奥如何发音”。之后，他开始在休斯电器工作，在1997到2001年间从一名普通的工程师做到了商业开发经理。在获得欧洲工商管理学院的MBA学位之后，王微成为了德国贝塔斯曼集团总部的企业发展总监兼贝塔斯曼在线中国执行总裁。

### 土豆网
王微于2005年1月创立土豆网（比YouTube早几个月）。据王微回忆，他创立土豆的初衷是由于电视内容受到严格管控，希望能够让有才华的'网络制作人'、'视频代导演'能够找到真正属于自己的舞台。土豆网于2005年4月15日正式上线，并开始飞速增长。在初期，土豆专注于播放用户上传内容，后来也发展了版权内容和自制内容，形成了"YouTube+Hulu+HBO"的商业模式。 每月独立访客从2007年12月的5000万增长至2010年12月的1.82亿，以及2011年5月的2亿。注册用户数从2008年底的3650万增长至2010年底的7820万，以及2011年中的9010万。
2011年8月，王微带领土豆网在美国纳斯达克上市。2012年3月12日，土豆宣布和竞争对手优酷网合并成为优酷土豆公司。合并时土豆网的估值为12亿美元。2012年8月，在优酷并购土豆案正式完成后，王微从土豆网退休。

### 追光动画
王微于2013年3月12号在一次华尔街时报的报道中对外公布了自己的新项目：追光动画。追光动画将专注于为快速增长的中国电影市场制作优质动画电影。中国电影市场2012年增长30%），并预计于2020年超过美国电影市场成为全球第一大市场。王微表示，优质动画内容的缺失、快速增长的国内市场以及电影发行、推广、版权环境的改善是他做出此决定的主要原因。
追光动画位于北京。

## 创作作品
王微同时也是一个作家和编剧。24岁时，王微基于自己在美国留学和生活的经历，创作了长篇小说《等待夏天》。2006年，王微首次将小说以连载的形式在著名文学杂志《收获》上出版。一年后，《等待夏天》的单行版上市。2011年，王微担任话剧《大院》的编剧。话剧“以北京旧城改造为背景，讲述了大院里和周边人物的命运变化”。 同年，王微为旧金山芭蕾舞团的芭蕾舞剧《RAkU》创作了故事剧本。故事讲述了日本江户年代发生的一个宫廷爱情悲剧。 